# سادبوری، سافک
longitudeسادبوری، سافکlatitudeسادبوری، سافک
سادبوری، سافک (به انگلیسی: Sudbury, Suffolk) یک شهرک در بریتانیا است که در انگلستان واقع شده‌است.

## خصوصیات
سادبوری ۱۳٬۰۶۳ نفر جمعیت دارد.

## خواهرخوانده
شهرهای Clermont، هوکستر و Fredensborg Municipality خواهرخوانده‌های سادبوری، سافک هستند.